# Бавинк, Герман
Герман Бавинк (нидерл. Herman Bavink; 13 декабря 1854, Хогевен, Дренте, Нидерланды — 29 июля 1921, Амстердам, Нидерланды) — нидерландский ортодоксальный теолог и церковный деятель.

## Биография
Бавинк был рожден в немецкой семье.  Сначала обучался в теологической школе в Кампене, но затем переехал в Лейден для дальнейшего обучения. Он закончил учебу в Лейдене в 1880 году, написав диссертацию об Ульрихе Цвингли. Дружил с ориенталистом Христианом Снук Гюрхронье.